# Billet SVP
Billet SVP est une bande dessinée de Killoffer, paru aux éditions L'Association dans la collection Éperluette en 1995.
Il s'agit d'un recueil de courtes histoires, anecdotes imaginaires tournant autour du métier de contrôleur de chemin de fer. L'ensemble est traité en noir et blanc et le graphisme est très stylisé, tirant par moments sur le cubisme.